# Коббі Мейну
Ко́ббі Бо́атенг Ме́йну (англ. Kobbie Boateng Mainoo, вимовляється [ˈkɔbɪ ˈmeɪnu:]; нар. 19 квітня 2005, Стокпорт) — англійський футболіст, півзахисник клубу «Манчестер Юнайтед» і збірної Англії.

## Клубна кар'єра

### «Манчестер Юнайтед»

#### Сезон 2022–23
Почав грати за молодіжну команду «Чідл енд Гатлі», після чого приєднався до футбольної академії «Манчестер Юнайтед».
В сезоні 2021–22 в складі «Юнайтед» виграв Молодіжний кубок Англії. У травні 2022 року підписав свій перший професіональний контракт з «Манчестер Юнайтед»
10 січня 2023 року дебютував в основному складі «Манчестер Юнайтед» в четвертьфінальному матчі Кубка Англійської футбольної ліги, вийшовши в стартовому складі проти «Чарльтон Атлетік». 19 лютого 2023 року дебютував у Прем'єр-лізі, вийшовши на заміну Марселю Забітцеру в матчі проти «Лестер Сіті».

#### Сезон 2023–24
В липні 2023 року під час передсезонної підготовки отримав травму щиколодки під час товариського матчу проти мадридського «Реала», через яку змушений був пропустити першу половину сезону 2023–24. 26 листопада провів першу гру в сезоні за «Манчестер Юнайтед» після повернення, вийшовши в стартовому складі матчу Прем'єр-ліги проти «Евертона». 29 листопада дебютував в Лізі чемпіонів УЄФА, вийшовши на заміну Соф'яну Амрабату в матчі проти «Галатасарая». 17 грудня, вийшовши з перших хвилин матчу Прем'єр-ліги проти «Ліверпуля», став наймолодшим (18 років і 242 дні) футболістом в історії «Манчестер Юнайтед», що вийшов у стартовому складі проти «Ліверпуля» в матчі Прем'єр-ліги. 28 січня 2024 року в матчі четвертого раунду Кубка Англії проти «Ньюпорт Каунті» відзначився першим голом за «Манчестер Юнайтед». За підсумками січня був визнаний найкращим гравцем місяця на думку вболівальників «Манчестер Юнайтед».
1 лютого 2024 року забив свій перший м'яч в Прем'єр-лізі у ворота «Вулвергемптон Вондерерз», який на 97-й хвилині приніс перемогу «Манчестер Юнайтед» з рахунком 4–3. Також цей м'яч здобув звання найкращого голу місяця Прем'єр-ліги за підсумками лютого 2024 року. У підсумку був номінований на звання молодого гравця сезону 2023–24 в Прем'єр-лізі. 25 травня 2024 року забив переможний м'яч у фіналі Кубка Англії проти «Манчестер Сіті», у підсумку отримавши нагороду найкращого гравця матчу.

#### Сезон 2024–25
Перший матч в сезоні зіграв 10 серпня в Суперкубку Англії проти «Манчестер Сіті», втім його команда поступилась у серії післяматчевих пенальті. 18 жовтня 2024 року ввійшов у список 25-ти фіналістів на звання «Golden Boy» 2024 року. 28 жовтня того ж року посів 3-тє місце в голосуванні на Трофей Копа.
30 січня 2025 року в матчі загального етапу Ліги Європи проти румунської «Стяуї» вперше відзначився м'ячем у єврокубках.

## Кар'єра в збірній
Виступав за збірні Англії до 17 і до 18 і до 19 років.
15 березня 2024 року отримав свій перший виклик до збірної Англії до 21 року. Втім, вже через чотири дні був викликаний до дорослої збірної Англії головним тренером Гаретом Саутгейтом для участі в товариських матчах проти збірних Бразилії та Бельгії. 23 березня дебютував за збірну Англії у поєдинку з Бразилією, вийшовши на заміну Конору Галлахеру. Таким чином став 2-им наймолодшим (18 років і 339 днів) представником «Манчестер Юнайтед», що зіграв за збірну Англії на стадіоні «Вемблі» після Данкана Едвардса. У наступному поєдинку 26 березня вперше вийшов у стартовому складі збірної Англії проти Бельгії, ставши 3-ім наймолодшим (18 років і 342 дні) гравцем «Юнайтед», що вийшов з перших хвилин за збірну після Данкана Едвардса (18 років і 183 дні) і Маркуса Решфорда (18 років і 209 днів).
21 травня був включений до попередньої заявки збірної Англії для участі в матчах фінальної частини чемпіонату Європи 2024 у Німеччині. 6 червня потрапив до остаточної заявки збірної Англії. На турнірі зіграв в матчах групового етапу, вийшовши на заміну проти збірних Сербії та Словенії. Також виходив на поле з перших хвилин у матчах плей-оф в 1/8 фіналу проти збірної Словаччини, у чвертьфіналі проти збірної Швейцарії та у півфіналі проти збірної Нідерландів. У фінальному матчі проти збірної Іспанії вийшов в основі та провів 70 хвилин, втім англійці в підсумку поступились з 1–2.

## Статистика виступів

### Клубна статистика
Станом на 16 травня 2025 
| Клуб              | Сезон             | Чемпіонат         | Чемпіонат | Чемпіонат | Кубок | Кубок | Кубок ліги | Кубок ліги | Єврокубки | Єврокубки | Інші  | Інші | Всього | Всього |
| Клуб              | Сезон             | Дивізіон          | Матчі     | Голи      | Матчі | Голи  | Матчі      | Голи       | Матчі     | Голи      | Матчі | Голи | Матчі  | Голи   |
| ----------------- | ----------------- | ----------------- | --------- | --------- | ----- | ----- | ---------- | ---------- | --------- | --------- | ----- | ---- | ------ | ------ |
| Манчестер Юнайтед | 2022–23           | Прем'єр-ліга      | 1         | 0         | 1     | 0     | 1          | 0          | 0         | 0         | 0     | 0    | 3      | 0      |
| Манчестер Юнайтед | 2023–24           | Прем'єр-ліга      | 24        | 3         | 6     | 2     | 0          | 0          | 2         | 0         | 0     | 0    | 32     | 5      |
| Манчестер Юнайтед | 2024–25           | Прем'єр-ліга      | 23        | 0         | 2     | 0     | 1          | 0          | 6         | 2         | 1     | 0    | 33     | 2      |
| Всього за кар'єру | Всього за кар'єру | Всього за кар'єру | 48        | 3         | 9     | 2     | 2          | 0          | 8         | 2         | 1     | 0    | 68     | 7      |

1. ↑  Матчі в Лізі чемпіонів УЄФА
2. ↑  Матчі в Лізі Європи УЄФА
3. ↑  Матчі в Суперкубку Англії

### Міжнародна статистика
Станом на 7 вересня 2024 
| Збірна            | Сезон             | Товариські | Товариські | Офіційні | Офіційні | Всього | Всього |
| Збірна            | Сезон             | Матчі      | Голи       | Матчі    | Голи     | Матчі  | Голи   |
| ----------------- | ----------------- | ---------- | ---------- | -------- | -------- | ------ | ------ |
| Англія            |                   |            |            |          |          |        |        |
| 2024              | 3                 | 0          | 7          | 0        | 10       | 0      |        |
| Всього за кар'єру | Всього за кар'єру | 3          | 0          | 7        | 0        | 10     | 0      |

### Матчі за збірну
Станом на 7 вересня 2024 
| Матчі Коббі Мейну за збірну Англії | Матчі Коббі Мейну за збірну Англії | Матчі Коббі Мейну за збірну Англії | Матчі Коббі Мейну за збірну Англії | Матчі Коббі Мейну за збірну Англії | Матчі Коббі Мейну за збірну Англії | Матчі Коббі Мейну за збірну Англії | Матчі Коббі Мейну за збірну Англії |
| №                                  | Дата                               | Суперник                           | Рахунок                            | Голи                               | Картки                             | Хвилини                            | Змагання                           |
| ---------------------------------- | ---------------------------------- | ---------------------------------- | ---------------------------------- | ---------------------------------- | ---------------------------------- | ---------------------------------- | ---------------------------------- |
| 1                                  | 23 березня 2024                    | Бразилія                           | 0–1                                |                                    |                                    | 15'                                | Товариський матч                   |
| 2                                  | 26 березня 2024                    | Бельгія                            | 2–2                                |                                    |                                    | 74'                                | Товариський матч                   |
| 3                                  | 7 червня 2024                      | Ісландія                           | 0–1                                |                                    |                                    | 90'                                | Товариський матч                   |
| 4                                  | 16 червня 2024                     | Сербія                             | 1–0                                |                                    |                                    | 4'                                 | Фінальні матчі ЧЄ-2024             |
| 5                                  | 25 червня 2024                     | Словенія                           | 0–0                                |                                    |                                    | 45'                                | Фінальні матчі ЧЄ-2024             |
| 6                                  | 30 червня 2024                     | Словаччина                         | 2–1 (дч.)                          |                                    | 7'                                 | 84'                                | Фінальні матчі ЧЄ-2024             |
| 7                                  | 6 лютого 2024                      | Швейцарія                          | 1–1 (пен. 5–3)                     |                                    |                                    | 78'                                | Фінальні матчі ЧЄ-2024             |
| 8                                  | 10 липня 2024                      | Нідерланди                         | 2–1                                |                                    |                                    | 90'                                | Фінальні матчі ЧЄ-2024             |
| 9                                  | 14 липня 2024                      | Іспанія                            | 1–2                                |                                    |                                    | 70'                                | Фінальні матчі ЧЄ-2024             |
| 10                                 | 7 вересня 2024                     | Ірландія                           | 2–0                                |                                    | 13'                                | 77'                                | Ліга націй УЄФА 2024–25 (А)        |

Всього: 10 матчів / 0 голів; 5 перемоги, 2 нічиї, 3 поразки.

## Досягнення
«Манчестер Юнайтед» (до 18)
- Володар Молодіжного Кубка Англії: 2022

«Манчестер Юнайтед»
- Володар Кубка Англії: 2023–24[50]

Збірна Англії
- Срібний призер чемпіонату Європи: 2024[51]

Особисті досягнення
- Гол місяця англійської Прем'єр-ліги: лютий 2024[52]
- Гравець місяця в «Манчестер Юнайтед»: січень 2024
- Нагорода Джиммі Мерфі найкращому молодому гравцю року: 2022–23[53]